# GomX-4A
GomX-4A, también llamado Ulloriaq ("estrella" en groenlandés) es un satélite 6U CubeSat que formó parte de GomX-4, una misión conjunta entre la ESA y GomSpace. GomX-4A está patrocinado por DALO, que tendrá su primer satélite destinado a contribuir a la vigilancia del Ártico. La demostración de GOMX-4A es parte de un análisis que busca identificar las mejores prácticas y los esfuerzos futuros que refuerzan la vigilancia de la Defensa Danesa del Ártico dentro del Reino.
GomX-4A fue lanzado el 2 de febrero de 2018 en un cohete Long March 2D desde el Centro de Lanzamiento de Satélites de Jiuquan de manera conjunta con GomX-4B y otros 5 satélites.

## Diseño

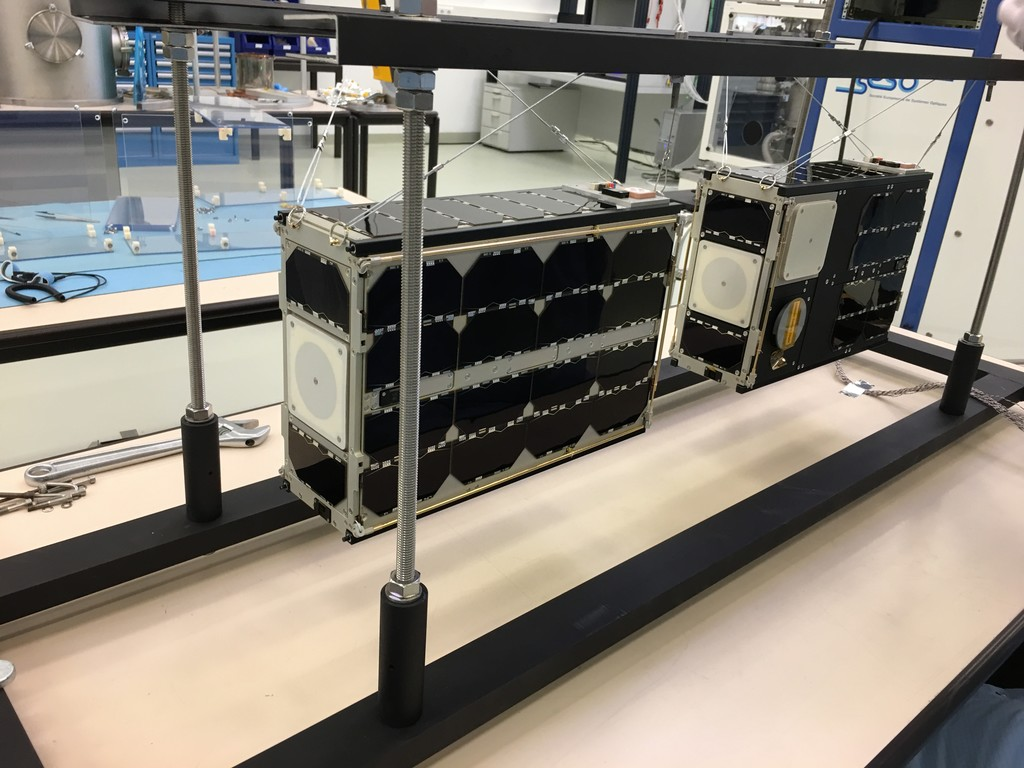
CubeSats GomX-4A (izquierda) y GomX-4B (derecha) en el Laboratorio de Sistemas Mecánicos de la ESA, a punto de someterse a pruebas de vacío térmico en junio de 2017. El par de nanosatélites se colocó dentro de una cámara de vacío para simular el vacío extremo y las temperaturas extremas experimentarán en su órbita de 540 km de altitud.

Tiene propulsores instalados a lo largo de un lado le permitirán ajustar su movimiento en un total de 15 m/s, una velocidad equivalente a un balón de fútbol pateado. En lugar de quemar propelente, estos son propulsores más simples de 'gas frío' diseñados específicamente para una misión tan pequeña. El combustible se almacena bajo presión, luego se libera a través de una pequeña boquilla de cohete. Aunque es un gas frío, se logró un cambio sustancial de velocidad al usar butano líquido que se convierte en gas cuando sale. Almacenar el gas como líquido permite empacar la mayor cantidad posible de moléculas de butano dentro del pequeño volumen disponible, su forma líquida es unas 1.000 veces más densa que en gas.
Cada propulsor proporcionará solo 1 milinewton, el peso que sentiría sosteniendo una pluma en la mano, pero suficiente para mover el satélite de 8 kg con el tiempo.
Normalmente, los propulsores se disparan por pares, aunque también pueden funcionar individualmente, durante unos minutos a la vez y hasta una hora.

## Objetivo
El objetivo principal es probar el enlace de radio a diferentes distancias, enrutar los datos de un satélite a otro, y luego bajar al suelo. GomX-4A, del Ministerio de Defensa danés, permanecerá en posición mientras que el GomX-4B de la ESA maniobra hasta a 4.500 km de distancia.
La demostración de GOMX-4A es parte de un análisis que busca identificar las mejores prácticas y los esfuerzos futuros que refuerzan la vigilancia de la Defensa Danesa del Ártico dentro del Reino.